# Soudní lípa v Severním
Soudní lípa v Severním je památný strom, lípa malolistá (Tilia cordata), která roste v Severní, místní části obce Lobendava. Asi 30 metrů severně se nachází křižovatka silnic vedoucích do Liščí a do německého Steinigtwolmsdorfu. Strom je chráněn od roku 2006 kvůli svému stáří – je nejstarším stromem okresu Děčín. Soudní lípu vysadil kolem roku 1564 rychtář Herzog (později psaný Herzig) na památku počátku svého působení u vrchnostenského soudu v Lipové. Roku 1894 ji tehdy samostatná obec Severní vykoupila, aby ji zachovala na věčné časy. Díky svému stáří je lípa dokladem původní dřeviny pocházející z místního regionu.
Již na konci 20. století byl strom ve špatném stavu a vyžadoval zvláštní péči, jako řez suchých větví, čištění dutin či impregnaci kořenových náběhů. Torzo kmene bylo roku 2009 vysoké 6 metrů, koruna měřila na výšku 3 metry a na šířku 6 metrů. Obvod kmene měřil 449 centimetrů.

## Galerie

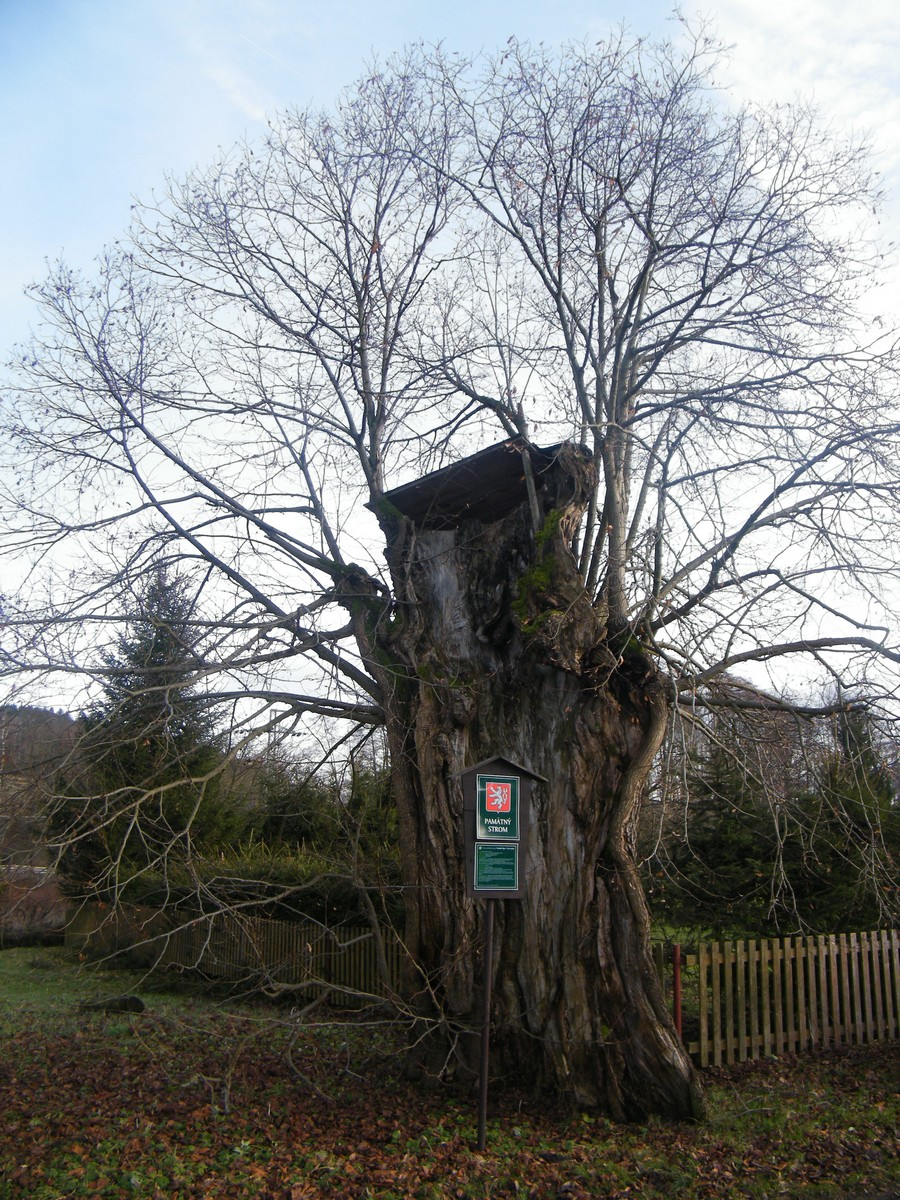
Torzo kmene (2016)
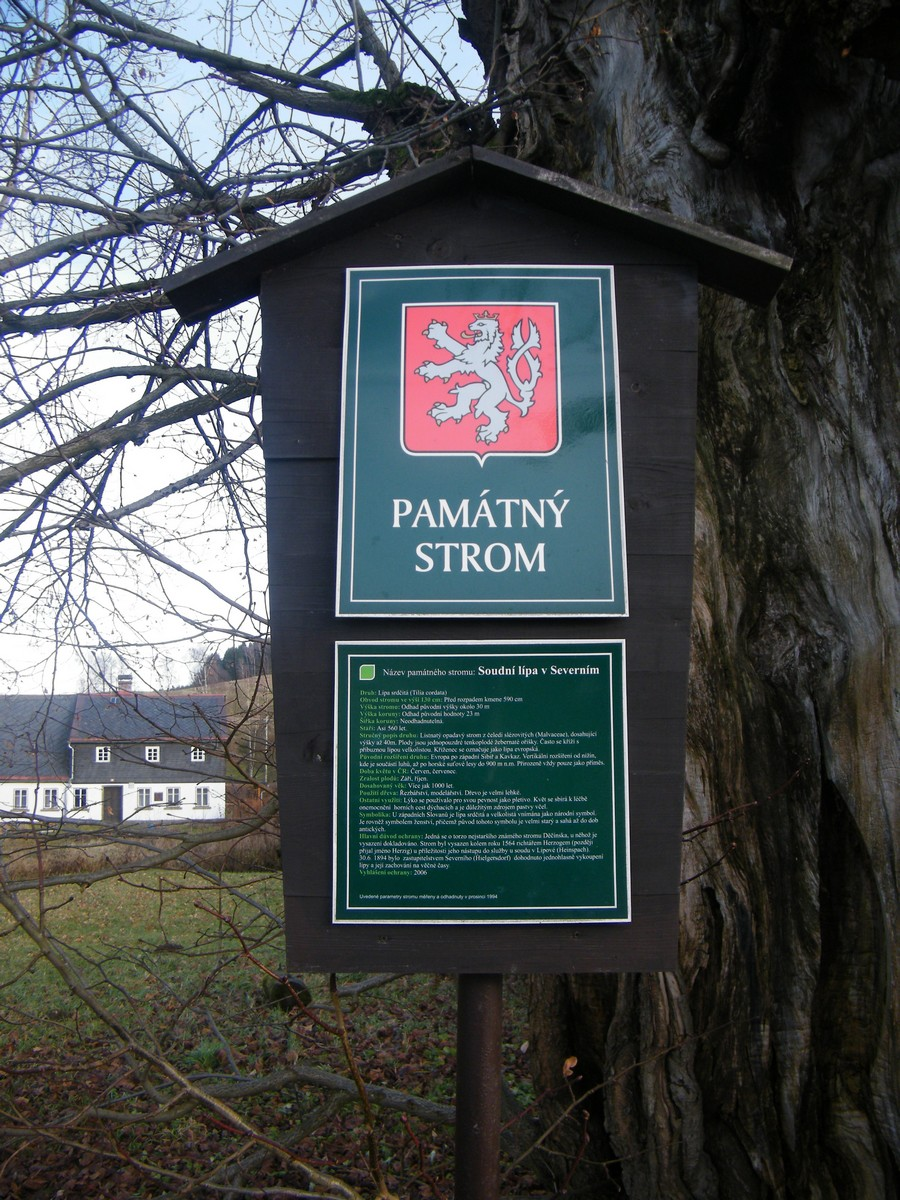
Informační tabule (2016)